# 北海道文教大学
北海道文教大学（ほっかいどうぶんきょうだいがく、英語: Hokkaido Bunkyo University）は、北海道恵庭市にある私立大学。
学校法人鶴岡学園によって運営されている。略称は文教大（ぶんきょうだい）、道文教大（どうぶんきょうだい）。

## 概観

### 大学全体
1942年（昭和17年）に北海道女子栄養学校として創立された。戦後、恵庭市は札幌市のベッドタウンとなり、恵庭駅から徒歩圏内であることもあり、札幌都市圏からの通学者も多い。構内の文教タワーからは恵庭市を一望することができる。
2学部6学科で、実学を重視した教育を実施している。「語学・コミュニケーション」「栄養」「リハビリテーション」「看護」「保育・教育」の分野において、専門的な知識と教養を兼ね備えた職業人を育成している。

### 建学の精神（校訓・理念・学是）
本学園の設立者である鶴岡トシは「清く 正しく 雄々しく進め」という学訓を残した。｢清く｣とは真理を探究する明哲な頭脳であり、「正しく｣とは言ったことは必ず守る表裏のない誠実な精神を指し、「雄々しく進め」という言葉には失敗を恐れないチャレンジ精神の称揚が込められている。「清正進実」と呼び習わし、建学の精神として4本の支柱を掲げている。
- 4本の支柱
  - 真理を探究する清新な知性
  - 正義に基づく誠実な倫理性
  - 未来を拓く進取の精神
  - 国民の生活の充実に寄与する実学の精神

### 教育目標
「実学の創成、伝承の拠点」として発展する大学をめざし、以下の目標を掲げている。
1. 長きにわたる我が国の栄養士養成と食文化教育の一翼を担ってきた過程から、科学研究に基づく実践的学問を追求し、また同時に関連する学問領域の真摯な研究をとおして科学、教育に貢献すること。
2. 豊かな人間性を涵養するため幅広い知識を授けるとともに、理論と実践にわたり深く学術の教育と研究を行い、国際社会の一員として、世界の平和と人類の進歩に貢献し得る人材の育成。学問の教育研究を単なる専門的知識の集積に終わらせることなく、世界の平和と人類の進歩に役立たせる高い見識と総合的判断力を備えた豊かな人間性を涵養するために、充実した教養教育の確立に努める。
3. 国際的な感覚と高度な語学力を備え、異文化に対する正しい理解と協調の精神をもち、国際社会の中で主体的に行動できる人材の育成。学生および教職員の国際性を涵養し、国際社会の発展に寄与するために海外留学・研修の機会を拡大するとともに、留学生・外国人研究者を積極的に受け入れ、世界の人々との文化的・社会的交流を促進する。
4. 地域社会と連携し、リカレント教育の推進を図るだけでなく、市民に開かれた大学をめざし、豊富な研究成果を提供し、地域の要求に応える。本学の教育において、社会での研修や実習を必須とし、学生の臨地実習、インターンシップ、ボランティアならびに産学協同事業等を積極的に推進するとともに、地域社会との連携を深め、地域の発展に貢献する。

### 教育および研究
- 外国語学部では留学、国際交流に力を入れており、実践的な語学力を身につけることはもちろん、国際舞台でのコミュニケーションに積極的に参加できる知識と協働を重視している。海外留学、国内外インターンシップ、地域における多言語ボランティア、外国語ミュージカルなどで言語能力を育んでいる。また、地域社会と協同で研究を行い、産学連携を通して課題に取り組む活動をおこなっている。人間科学部では、実際の活動の場を通して、課題発見や問題解決への取り組み、専門的な知識や技術の統合・修得を目的として多くの臨地臨床実習が行われている。主な実習場所は特定給食施設、病院、介護老人保健施設、小学校、特別支援学校、幼稚園、保育所などである。企業、学校などと地域連携による協同開発、研究を行い、産学連携の取り組みが活発におこなわれている。また、こども発達学科では、大学附属幼稚園での教育実習も取り入れら、より実践的な研究行われてれている。市の教育委員会と連携し、小学校、特別養護学校などと協同して研究が行われ、産学連携による活発な研究が進められている。総合大学としての特色を活かし、グローバル化、情報化社会の発展を視野に入れた、学部を越える横断的な研究、開発を行っている。系列校の北海道文教大学付属高等学校が構内に設置されていることから、密接な高大連携教育を推進している。
- 大学院研究科においては、グローバルコミュニケーション研究科では、「言語、文化、コミュニケーション」の三位一体の研究を推進し、実学的教育と研究を通して、より高度で実践的な言語運用能力を養い、言語の文化背景への理解を深める。健康栄養科学研究科では、健康増進活動や健康栄養教育についての知識を修得する「健康栄養教育学分野」、食事提供現場および食品・医療関連産業などで食品の品質や安全安心の向上に関して追求する「食品安全学分野」の2つの研究を展開している。リハビリテーション科学研究科では、リハビリテーション科学の基礎となる身体の生理学的現象、科学的根拠に基づく疾病、障害の治療法、介護予防や介護の軽減、健康増進について教育と研究を展開している。こども発達科学研究科では、「子育て・発達支援」を標語に掲げ、地域、学校、大学が連携し、子育て・教育支援分野におけるこどもの発達、行動特性をより深く研究し、保育所、幼稚園、小学校などにおける子育て教育支援のリーダーの養成を目標としている。

## 沿革
- 1999年（平成11年）4月 - 開学。外国語学部英米語学科、中国語学科、日本語学科を設置。
- 2002年（平成14年）4月 - 北海道文教短期大学を北海道文教大学短期大学部に改組。北海道文教短期大学附属幼稚園を北海道文教大学短期大学部附属幼稚園に改称。
- 2003年（平成15年）4月 - 大学院グローバルコミュニケーション研究科中国語コミュニケーション専攻（修士課程）を開設する。短期大学部食物栄養学科を改組し、人間科学部健康栄養学科を開設。
- 2004年（平成16年）4月 - 外国語学部の別科として留学生別科、人間科学部の別科（調理専修）を開設。
- 2006年（平成18年）4月 - 外国語学部各学科の名称変更を行う。短期大学部の幼児教育学科を幼児保育学科へ改称。人間科学部に理学療法学科を開設。外国語学部の留学生別科、人間科学部の別科（調理専修）の学生募集を停止。
- 2007年（平成19年）4月 - 人間科学部に作業療法学科を開設。
- 2008年（平成20年）4月 - 人間科学部に看護学科を開設。
- 2010年（平成22年）4月 - 外国語学部に国際言語学科を、人間科学部にこども発達学科を開設。
- 2011年（平成23年）3月 - 北海道文教大学短期大学部を廃止。
- 2015年（平成27年）4月 - 大学院健康栄養科学研究科健康栄養科学専攻（修士課程）設置。
- 2017年（平成29年）4月 - 大学院リハビリテーション科学研究科リハビリテーション科学専攻（修士課程）と大学院こども発達学研究科こども発達学専攻（修士課程）設置。
- 2021年（令和3年）
  - 4月 - 国際学部を開設[3]（北海道内では初）。
  - 7月 - 北海道文教大学出版会を設立[1]。
- 2023年（令和5年）4月 - 医療保健科学部開設。

## 学部・学科
- 外国語学部
  - 国際言語学科
  - 中国語コミュニケーション学科
  - 日本語コミュニケーション学科
- 人間科学部
  - 健康栄養学科（管理栄養士、栄養教諭養成）
  - 理学療法学科（理学療法士養成）- 2023年4月学生募集停止。
  - 作業療法学科（作業療法士養成）- 2023年4月学生募集停止。
  - 看護学科（看護師養成）- 2023年4月学生募集停止。
  - こども発達学科（小学校教諭、特別支援教諭、幼稚園教諭、保育士養成）
  - 地域未来学科（2024年度開設）
- 国際学部
  - 国際教養学科
  - 国際コミュニケーション学科
- 医療保健科学部
  - 看護学科
  - リハビリテーション学科
    - 理学療法学専攻
    - 作業療法学専攻

## 大学院
- グローバルコミュニケーション研究科（修士課程）
  - 言語文化コミュニケーション専攻
- 健康栄養科学研究科（修士課程）
  - 健康栄養科学専攻
- リハビリテーション科学研究科（修士課程）
  - リハビリテーション科学専攻
- こども発達学研究科（修士課程）
  - こども発達学専攻

## 大学関係者と出身者

### 歴代学長
- 初代：高橋萬右衛門
- 第2代：浅川修二
- 第3代：鈴木武夫
- 第4代：渡部俊弘

### 教員
- 半澤洵
- 神谷忠孝
- 鈴木敏正
- 矢口以文
- 岩城禮三

### 出身者
- 米山知奈（英語版）（アイスホッケー選手）
- 高涼風（英語版）（アイスホッケー選手）
- 志賀紅音（アイスホッケー選手）
- 林ゆめ（タレント）（中退）
- アリョーナ・ブズドゥガン（タレント）（留学生）

## 課外活動
- クラブ
  - 男子バレーボール部
  - 女子バレーボール部
  - 男子バスケットボール部
  - 女子バスケットボール部
  - テニス部
  - 硬式野球部
  - 男子サッカー部
  - 女子サッカー部
  - 陸上部
  - フットサル部
  - バドミントン部
  - 弓道部
  - 卓球部
  - 軽音楽部
  - 茶道部
  - 写真部
  - 吹奏楽部
  - ボランティア部
  - 保育実践研究部
- サークル
  - YOSAKOIソーランサークル
  - ESSサークル
  - ダンス同好会
  - ダーツ同好会
  - 料理研究会同好会
  - 文教ファーム同好会
  - 身心運動セラピー研究同好会
  - 剣道愛好会
  - アダプテッドスポーツ愛好会
  - フライングディスク愛好会
  - ソフトテニス愛好会
  - 軟式野球愛好会
  - ハンドボール愛好会
  - 合唱愛好会
  - 演劇愛好会
  - 美術愛好会
  - 手話愛好会
  - 食育ボランティア愛好会
  - 国際交流愛好会
  - スポーツ栄養研究会

## 入試
- 一般入試
- 大学入学共通テスト利用入試
- 成績特待生入試
- 推薦入試
- AO入試
- 社会人入試
- 帰国生徒等入試
- 外国人留学生入試
- ディスカバリー入試

## 国際・留学交流
中華人民共和国（中国）、台湾、大韓民国（韓国）、ロシア、オーストラリア、スリランカ、カナダに語学研修及び留学に参加しており、計22大学と学術協定を締結している。オーストラリア・ニューサウスウエルス州との提携により、ハイスクールにおける日本語の教育実習も実施している。渡航が困難な場合、オンラインによって海外協定校と同じような体験ができるプログラムも用意されている。

### 主な提携校・協定校
- 西安外国語大学（中国）
- 湖南師範大学（中国）
- 湖南大学（中国）
- 広東外語外貿大学南国商学院（中国）
- 瀋陽大学（中国）
- 遼寧石油化工大学（中国）
- 河北旅遊職業学院（中国）
- 長春財経学院（中国）
- 渭南師範学院（中国）
- 浙江万里学院（中国）
- 吉林財経大学（中国）
- 河北旅遊職業学院（中国）
- 静宜大学（台湾）
- 開南大学（台湾）
- 致理科技大学（台湾）
- 湖南大学校（韓国）
- サハリン国立総合大学（ロシア）
- 太平洋国立医科大学（ロシア）
- サザンクロス大学（オーストラリア）
- クライストチャーチ工科大学（ニュージーランド）
- アラ インスティチュート オブ カンタベリー（ニュージーランド）
- ハノイ国家大学（ベトナム）
- ルフナ大学（スリランカ）
- ビクトリア大学（カナダ）

## 附属機関
- 鶴岡記念図書館
- 鶴岡記念講堂
- 国際交流センター
- 教育開発センター
- キャリア教育センター
- アドミッションセンター
- 健康管理センター
- 子育て教育地域支援センター
- 地域連携推進センター
- COOKING LABO（フジマック共同提携機関）

## 系列校
- 北海道文教大学附属幼稚園
- 北海道文教大学附属高等学校